# Alliansförening
En alliansförening, alliansklubb eller bara allians, är en idrottsförening där de enskilda sektionerna är mer självständiga än traditionellt, och egentligen fungerar mer som formellt fristående föreningar, men med nära samarbete och som är knutna till samma klubbmärke. I en alliansförening har varje sektion större ansvar för att sköta sin egen ekonomi. Samtidigt stöttar man varandra i det dagliga arbetet, tävlar under gemensamma färger och stöds ofta av samma supporterföreningar. 
Alliansföreningar är numera vanliga i länder som Finland, Norge och Sverige, där det länge funnits en tradition där många idrottsföreningar bedrivit flera sektioner för flera olika idrotter. I Sverige blev IFK Lidingö i början av 1980-talet en av de första alliansföreningarna, Under 1990-talets början började alltfler sektionsföreningar ombildas till alliansföreningar, bland annat på grund av ökande ekonomiska kostnader för att bedriva många idrotter.